# Kacanovy
Kacanovy (deutsch: Kazanow) ist eine Gemeinde im Okres Semily, Liberecký kraj in Tschechien und liegt 4 km südlich von Turnov.

## Geschichte
Bis 1924 hieß das Dorf Vrcha und bestand aus drei Siedlungen: Vrcha, Kacanovy und Radeč. Diese Siedlung verschwand Mitte des 20. Jahrhunderts. Die erste Erwähnung der Siedlung Vrcha stammt aus dem Jahr 1514, die von Radeč etwa aus dem Jahr 1543. Das Dorf Kacanovy tauchte im Jahr 1615 zum ersten Mal urkundlich auf.
Der Name des Dorfes stammt wahrscheinlich vom italienischen Wort Casa Nuova (Nový dům, neues Haus), sowie von den Kozákov-Halbedelsteinen.
In der Vergangenheit arbeiteten die Einheimischen in der Land- und Forstwirtschaft. Heute pendeln die meisten Einwohner nach Turnov, nur ein Bruchteil der Bevölkerung ist noch im landwirtschaftlichen Sektor tätig. Wie überall im Land hat das Dorf immer noch mit einem stetigen Bevölkerungsrückgang zu kämpfen. Bei der ersten Volkszählung im Jahr 1857 lebten im Dorf 446 Einwohner, um die Jahrhundertwende 375, nach dem Zweiten Weltkrieg 266 und derzeit nur 160 Einwohner.